# 의왕교통
의왕교통 주식회사는 경기도 의왕시에 본사를 둔 버스 회사로, 본사는 월암공영차고지에 있다.

## 운행 노선

### 직행좌석버스
- ● G3900번 : 월암공영차고지 ↔ 의왕역 ↔ 백운밸리 ↔ 양재역

### 마을버스
- ● 02번 : 미주아파트 ↔ 의왕역
- ● 05번 : 백운밸리 ↔ 인덕원역
- ● 05-1번 : 의왕시청 ↔ 백운밸리 ↔ 청계지구 ↔ 인덕원역
- ● 05-1(A)번 : 월암종점 ↔ 고천 ↔ 백운밸리 ↔ 청계마을
- ● 07-1번 : 의왕테크노파크 ↔ 의왕역 ↔ 장안지구 ↔ 성균관대역
- ● 09번 : 장안지구 ↔ 의왕역 ↔ 군포 부곡지구 ↔ 초평동
- ● 09(A)번 :
- ● 09(B)번 :

## 주요 운행차종

#### 현대자동차
- 현대 뉴 카운티
- 현대 그린시티
- 현대 뉴 프리미엄 유니버스 럭셔리

#### CRRC중국중차
- CRRC 그린웨이 720

#### 하이거 버스
- 하이거 하이퍼스 1609

## 같이 보기
- 성남교통
- 의왕운수
- 백운여객

## 사진

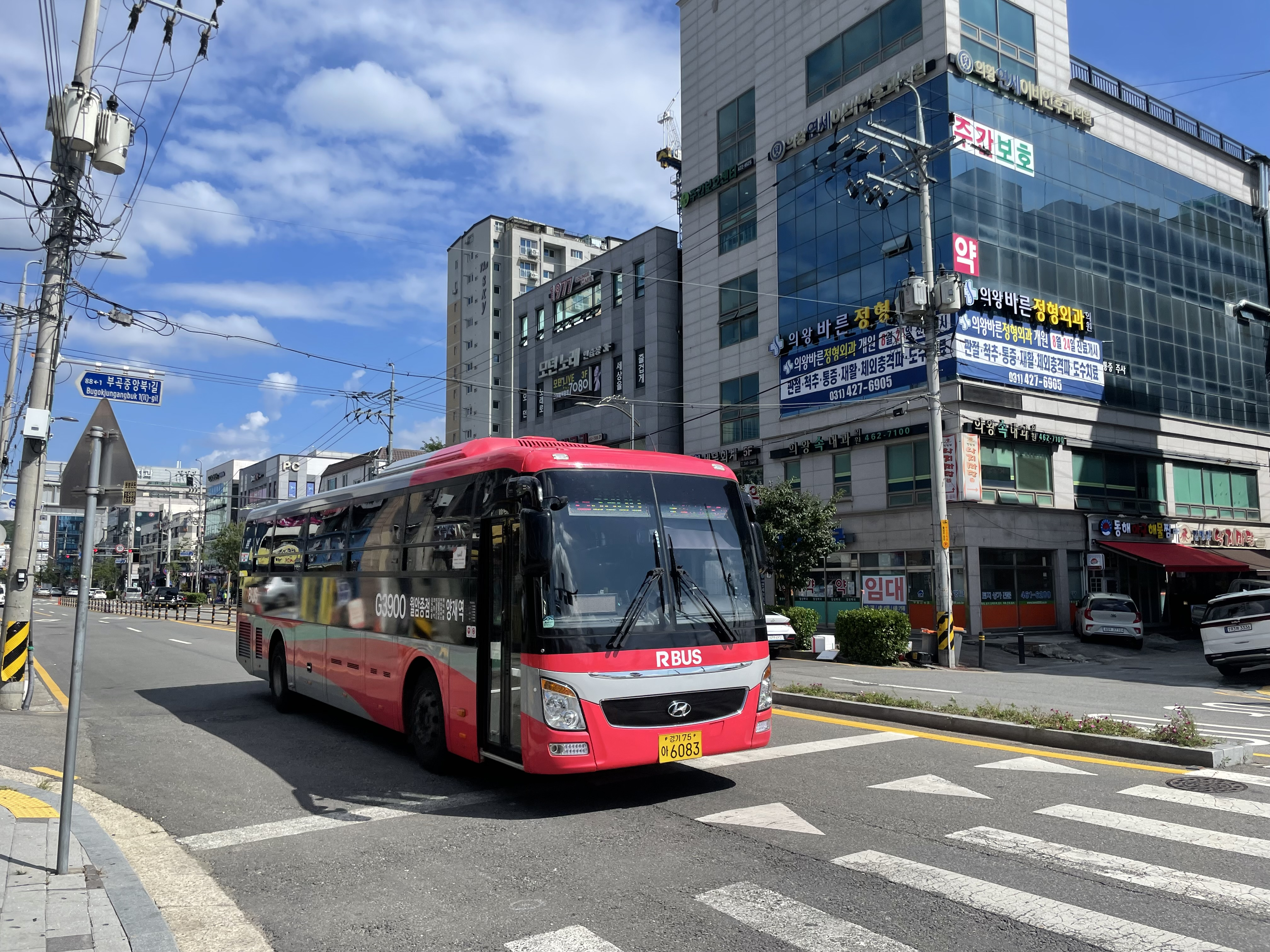
의왕시내버스 G3900